# أوليغ كونونينكو
أوليغ ديمترييفيتش كونونينكو (بالروسية: Кононенко, Олег Дмитриевич)‏ هو مهندس ورائد فضاء روسي. سافر إلى محطة الفضاء الدولية أربع مرات، وكان مهندس طيران لرحلة ناسا رقم 17 على متن مركبة الفضاء (Soyuz TMA-12)، ومهندس طيران في رحلة ناسا رقم 30، وقائد رحلة ناسا رقم 31 على متن مركبة الفضاء (Soyuz TMA-03M)، ومهندس طيران في رحلة ناسا رقم 44 و45 على متن المركبة (TMA-17M)، وقائد رحلة ناسا رقم 58 و 59 على متن المركبة (Soyuz MS-11)، وبلغ مجموع الأيام التي أمضاها في الفضاء 736 يوما.وفي 4 فبراير 2024 سجل رقماً قياسياً عالمياً لأطول وقت يقضيه رائد فضاء خارج الأرض متجاوزاً مواطنه جينادي بادكا الذي سجل أكثر من 878 يوماً. وفي 4 يونيو 2024 حقق أوليغ كونونينكو رقماً قياسياً جديداً ببقائه في الفضاء لمدة ألف يوم بعد قيامه بخمس رحلات للمحطة الفضائية الدولية والتي بدئها منذ العام 2008.

## حياته الخاصة
ولد أوليغ ديمتريوفيتش كونونينكو في 21 يونيو 1964، في مدينة تشاردز بالاتحاد السوفيتي (تقع المدينة حاليا في تركمنستان) في أسرة بسيطة. كان والده (ديميتري إيوانوفيتش كونونينكو) يعمل سائق شاحنة في شركة نقل، أما والدته (تايزي ستيباناونا تشوراكوا) فكانت تعمل مشغلاً للاتصالات في مطار توركنابات في تركمنستان. تخرج أوليغ من المدرسة الثانوية في مدينة تركمانابات، وكان حاصلا على علامات ممتازة في موضوع اللغة التركمانية، درس أوليغ في مدرسة متخصصة في الكرة الطائرة، وكان عضوا في فريق الشباب في تركمانستان.
تزوج أوليغ من تاتيانا ميخائيلوفنا كونونينكو (ني يوريفا). ولديهما ابن وابنة. يحب أوليغ القراءة والمشاركة في رياضات الفرق (الرياضات الجماعية).

## التعليم
بعد أن أنهى الدراسة الثانوية، لم يتمكن أوليغ كونونينكو من الحصول على قبول للدراسة في معهد خاركوف للطيران. فعاد إلى المنزل وعمل لمدة سنة في متجر الأدوات التابع للقاعدة التقنية للطيران في مطار توركنابات. وفي محاولته الثانية حصل على قبول للدراسة من جامعة ميكولا جوكوفسكي الوطنية الجوية الفضائية ، وتخرج في عام 1988 كمهندس ميكانيكي.

## الجوائز
حصل أوليغ كونونينكو على ميدالية بطل الاتحاد الروسي، وميدالية يوري غاغارين من اتحاد رواد الفضاء- روسيا. منحه رئيس تركمانستان قربانقلي بردي محمدوف وسام رائد الفضاء مع النجمة الرئاسية. وفي عام 2019 حصل على لقب بطل تركمانستان. 

## الخبرة العملية
بعد التخرج، عمل أوليغ كونونينكو في المكتب المركزي التخصصي للتصميم التابع لوكالة الفضاء الروسية في مدينة سامارا ، حيث بدأ العمل كمهندس وتدرج في المناصب حتى أصبح قائد فريق مهندسي التصميم. وشملت مسؤولياته تصميم وتحليل وتطوير أنظمة الطاقة الكهربائية للمركبات الفضائية.

## عمله في وكالة ناسا
في 29 مارس 1996 ، تم اختيار أوليغ كونونينكو كمرشح رائد فضاء من قبل اللجنة المشتركة بين وكالات الفضاء، ومن يونيو 1996 إلى مارس 1998 ، خضع لتدريب رواد الفضاء في مركز يوري جاجارين لتدريب رواد الفضاء. وفي 20 مارس 1998 ، حصل على لقب أفضل رائد فضاء اختبار من قبل لجنة التأهيل المشتركة بين وكالات الفضاء. وفي أكتوبر 1998، بدأ أوليغ كونونينكو التدريب من مجموعة من رواد الفضاء الذين تم اختيارهم لبرنامج محطة الفضاء الدولية.
ومن كانون الأول (ديسمبر) 2001 وحتى نيسان (أبريل) 2002 ، تدرب أوليغ كونونينكو كمهندس طيران احتياطي لمركبة (Soyuz TM-34) لصالح طاقم الزيارة الثالث لمحطة الفضاء الدولية. ومن مارس 2002 وحتى فبراير 2004 ، تدرب كمهندس طيران لمركبة (Soyuz TMA) ولمهمة ناسا رقم 9 و 11. ومن مارس 2004 إلى مارس 2006 ، تدرب مع مجموعة من رواد الفضاء المختارين لبرنامج ناسا. وفي مارس 2006 ، بدأ أوليغ كونونينكو التدريب كمهندس طيران لمركبة (Soyuz TMA-12) وطاقم مهمة ناسا رقم 17.

### مهمة ناسا رقم 17
كان أوليغ كونونينكو مهندس طيران في مهمة ناسا رقم 17 إلى محطة الفضاء الدولية، ومهندس طيران رحلة مركبة سويوز TMA-12 التي أقلته إلى الفضاء. تم إطلاق الطاقم في 8 أبريل 2008 وهبط في 24 أكتوبر 2008. أمضى أوليغ كونونينكو 199 يومًا في الفضاء.
عاد أوليغ كونونينكو إلى الأرض مع سيرجي فولكوف (قائد مهمة ناسا رقم 17) وريتشارد غاريوت (الذي أطلق على متن المركبة (Soyuz TMA-13) إلى محطة الفضاء الدولية في 12 أكتوبر 2008 مع طاقم مهمة ناسا رقم 18). هبطوا الساعة 11:37 مساء بتوقيت شرق الولايات المتحدة على بعد 55 ميلا إلى الشمال من مدينة أركاليك، كازاخستان. تم نقلهم إلى ميناء بايكونور الفضائي على متن طائرة هليكوبتر، ثم توجهوا إلى موسكو.